# آلساندرو پوتزی
آلساندرو پوتزی (ایتالیایی: Alessandro Pozzi؛ زادهٔ ۲۴ دسامبر ۱۹۵۴) دوچرخه‌سوار اهل ایتالیا است. وی در مسابقات تور دو فرانس شرکت کرده است.